# San Ignacio (Belize)
 (août 2015).
Si vous disposez d'ouvrages ou d'articles de référence ou si vous connaissez des sites web de qualité traitant du thème abordé ici, merci de compléter l'article en donnant les références utiles à sa vérifiabilité et en les liant à la section « Notes et références ».
Pour les articles homonymes, voir San Ignacio.
San Ignacio (Saint Ignace en français) est une ville du Belize et la capitale du district de Cayo. Elle fut fondée dans les années 1800. Au dernier recensement, en 2000, sa population était de 13 260 habitants. En 2005, on l'estime à 16 400.

## Géographie
San Ignacio est placé sur les rives du Macal et des Rivières Mopan, environ 115 kilomètres à l'ouest de Ville et 35 km à l'ouest de la capitale du pays, Belmopan. La ville a une superficie totale d'approximativement 6,5 km2.

## Histoire
La ville a été à l'origine nommée El Cayo par les Espagnols. Le 19 octobre 1904, El Cayo a été officiellement déclaré ville par le gouvernement du Honduras britannique.

## Politique et administration
| Période | Période  | Identité         | Étiquette | Qualité |
| ------- | -------- | ---------------- | --------- | ------- |
| 1999    | 2000     | Desmond Berry    |           |         |
| 2000    | 2003     | Orlando Habet    | PUP       |         |
| 2003    | 2006     | Alfonso Cruz Jr. | UDP       |         |
| 2006    | 2015     | John August Jr.  | UDP       |         |
| 2015    | en cours | Earl Trapp       | UDP       |         |

## Démographie
La population est en grande partie des Métis et Créole béliziens, avec un certain nombre de Libanais et Mopan. San Ignacio possède aussi une assez grande population chinoise, la plupart de ce qui a émigré de Guangzhou dans des vagues au milieu du XXe siècle. Une communauté Mennonite assez considérable réside près de San Ignacio. En 2009 la population combinée a été évaluée à 20 000 personnes, mais un nouveau recensement en 2010 comptait seulement 9 925 habitants dans San Ignacio approprié, de ce qui 4 856 sont des hommes et 5 069 sont des femmes. Le nombre total de ménages est 2 593 et la taille moyenne du ménage est de 3,8 personnes.

## Politique
San Ignacio est actuellement dirigé par un Conseil municipal affilié au Parti démocratique uni (UDP). Le maire est John August. Les élections du conseil municipal sont faites tous les trois ans pour élire un maire, UDP et le Parti populaire uni sont tous deux candidats pour les élections.